# Hérissart
Hérissart ist eine nordfranzösische Gemeinde mit 757 Einwohnern (Stand 1. Januar 2022) im Département Somme in der Region Hauts-de-France. Die Gemeinde gehört zum Kanton Albert und ist Teil der Communauté de communes du Pays du Coquelicot.

## Geographie
Die Gemeinde liegt rund 17 km nordwestlich von Amiens an der Départementsstraße D60 von Havernas über Naours nach Contay. Durch das westliche Gemeindegebiet verläuft die Départementsstraße D11 von Amiens Richtung Arras.

## Geschichte
Der auf eine Rodung des Walds von Vicogne bezogene Name der früher durch ihre Sandsteinbrüche bekannten Gemeinde wird urkundlich im Jahr 662 genannt. 1774 stiftete der letzte Herr von Hérissart, Guy Antoine Picquet, eine noch vorhandene Glocke für die Kirche. Die im Ort bedeutsame Leinenproduktion erlitt durch den Brand 1842 einen Rückschlag.

## Einwohner
| 1962 | 1968 | 1975 | 1982 | 1990 | 1999 | 2006 | 2010 |
| ---- | ---- | ---- | ---- | ---- | ---- | ---- | ---- |
| 412  | 412  | 463  | 512  | 510  | 494  | 519  | 546  |

## Verwaltung
Bürgermeister (maire) ist seit 2001 Gérard Housse.

## Sehenswürdigkeiten

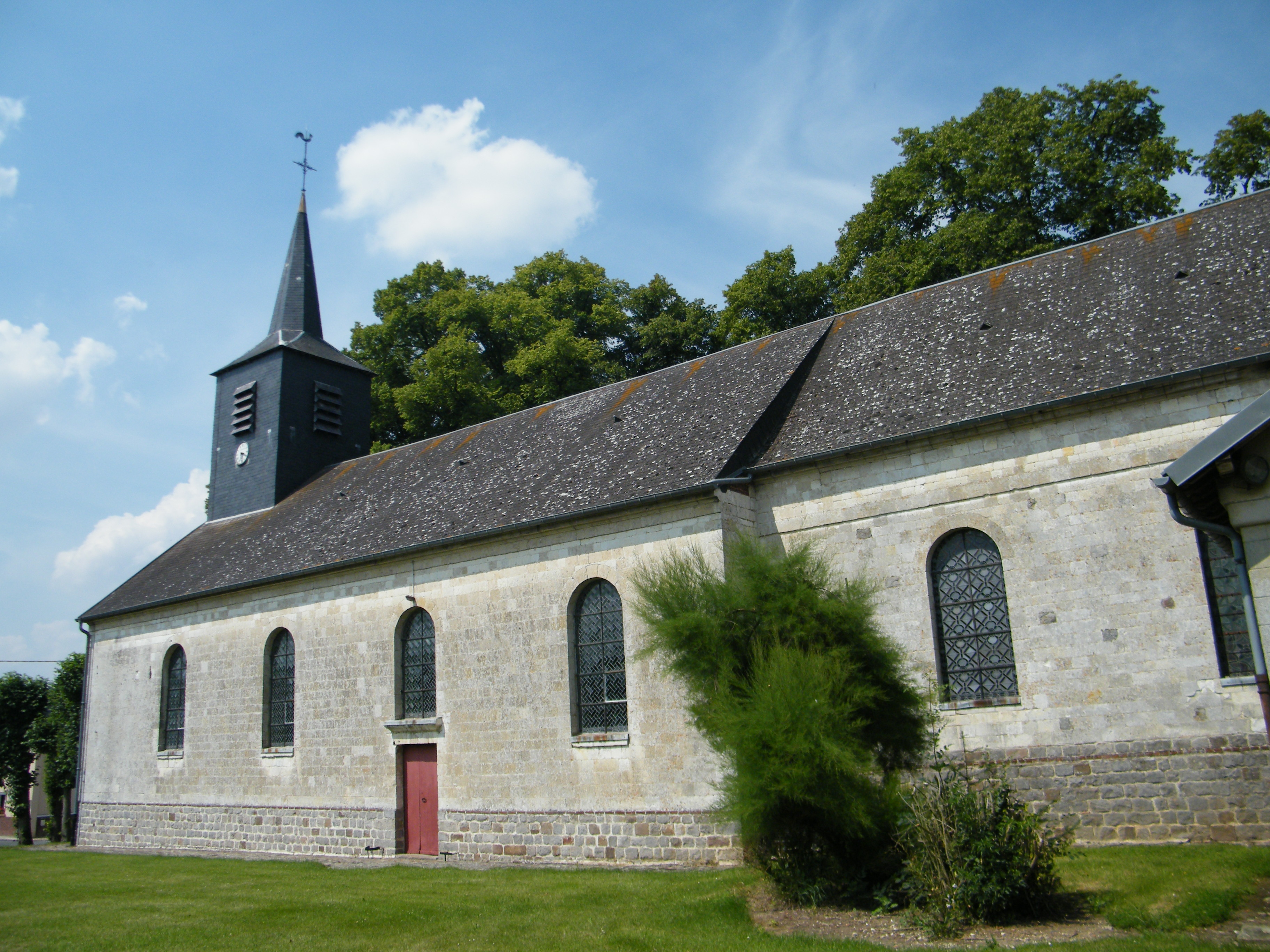
Kirche

- Kirche